# Sportfreunde Oesede
Die Sportfreunde Oesede (offiziell: Sportfreunde Oesede – Georgsmarienhütte e.V.) sind ein Sportverein aus Georgsmarienhütte im Landkreis Osnabrück. Die erste Fußballmannschaft spielte zwischen 1953 und 1958 in der höchsten Amateurliga Niedersachsens und nahm einmal am DFB-Pokal teil.

## Geschichte
Der Verein wurde im Jahre 1921 gegründet und spielte bis zum Ende des Zweiten Weltkriegs nur auf lokaler Ebene. Im Jahre 1949 gehörten die Sportfreunde zu den Gründungsmitgliedern der damals drittklassigen Amateurliga 2. 1953 gewann die Mannschaft die Meisterschaft und setzte sich in der Aufstiegsrunde gemeinsam mit dem TSV Verden gegen den VfL Germania Leer durch und stieg in die Amateuroberliga Niedersachsen-West auf. Zwei Jahre später wurde mit Rang sieben die beste Platzierung dieser Ära erreicht, die im Jahre 1958 mit dem Abstieg als abgeschlagener Tabellenletzter endete. Bis zur Auflösung im Jahre 1964 gehörten die Sportfreunde der Amateurliga 8 an.
Die Qualifikation für die neu geschaffene Verbandsliga West wurde verpasst und die Sportfreunde mussten in der Bezirksliga Osnabrück weiterspielen. Erst im Jahre 1974 stiegen die Sportfreunde in die Verbandsliga West auf. Nach vier Jahren ging es wieder zurück auf Bezirksebene, ehe sich die Oeseder 1979 nach der Ligareform für die Bezirksliga Weser-Ems Süd qualifizierten. Zwei Jahre später stiegen die Sportfreunde in die Bezirksklasse ab. Nach einer Vizemeisterschaft 1983 mit einem Punkt Rückstand auf Viktoria Gesmold gelang ein Jahr später der Wiederaufstieg in die Bezirksliga. Dort wurden die Sportfreunde 1985 auf Anhieb Vizemeister hinter dem TuS Heidkrug. In der Aufstiegsrunde der Vizemeister scheiterten die Oeseder am FC Friesische Wehde Zetel.
Ein Jahr später wurden die Sportfreunde erneut Vizemeister mit einem Punkt Rückstand auf die zweite Mannschaft des VfB Oldenburg. 1988 gelang dann unter Trainer Herbert Mühlenberg dann erst der Aufstieg in die Bezirksoberliga Weser-Ems, bevor ein Jahr später der Durchmarsch in die fünftklassige Landesliga West gelang. Dort scheiterte die Mannschaft 1992 unter Trainer Vitomir Rogoznica nur knapp an der Meisterschaft. Zwei Jahre später qualifizierten sich die Sportfreunde für die Niedersachsenliga West. Ebenfalls 1994 gewann die Mannschaft zunächst durch ein 4:2 gegen Amisia Papenburg den Bezirkspokal und später noch den Niedersachsenpokal. Damit qualifizierten sich die Oeseder für den DFB-Pokal. Vor 13.000 Zuschauern an der Osnabrücker Bremer Brücke verloren die vom Ex-Nationalspieler Erwin Kostedde trainierten Sportfreunde in der ersten Runde gegen den Bundesligisten Karlsruher SC mit 1:6.
In der Saison 1995/96 erreichten die Sportfreunde mit Rang vier in der Niedersachsenliga West ihren sportlichen Zenit. Ein Jahr später kam es zum großen Bruch, als der Vorstand nicht mehr bereit war, hoch bezahlten Fußball zu finanzieren. Zur Saisonhalbzeit erhielt die komplette Mannschaft die Freigabe für einen Vereinswechsel. Mit nur zwölf Punkten und 113 Gegentoren stiegen die Sportfreunde als Tabellenletzter der Saison 1996/97 ab und wurden in der folgenden Landesligasaison 1997/98, in der die Mannschaft sieglos blieb, nach unten durchgereicht. Nach dem dritten Abstieg in Folge kamen die Oeseder schließlich 1999 in der Bezirksklasse an. Tiefpunkt der Bezirksligasaison 1998/99 war eine 0:11-Niederlage beim TV Dinklage. Doch schon im Jahre 2001 wurden die Sportfreunde Vizemeister der Bezirksklasse hinter Eintracht Neuenkirchen, scheiterten aber in der Aufstiegsrunde am BV Essen. Ein Jahr später gelang dann der Aufstieg in die Bezirksliga, dem 2003 der Aufstieg in die Landesliga Weser/Ems folgte.
Nur knapp scheiterte die Mannschaft am dritten Aufstieg in Folge, jedoch wurden die Oeseder in der Saison 2003/04 Dritter mit zwei Punkten Rückstand auf den Meister VfL Oldenburg.. Fünf Jahre später stieg die Mannschaft aus der inzwischen in Bezirksoberliga Weser/Ems umbenannten Liga ab und zog sich freiwillig in die Kreisliga Osnabrück-Land, Gruppe Süd zurück. Hintergrund war der Abgang von fast der kompletten Mannschaft. Die bisherige zweite Mannschaft der Sportfreunde wurde zur neuen ersten.

## Persönlichkeiten
- Uwe Abel
- Matthias Billen
- Jacek Janiak
- Erwin Kostedde
- Herbert Mühlenberg
- Eduard Sausmikat
- Daniel Thioune
- Roland Twyrdy
- Vitomir Rogoznica
- Adolf Vetter
- Michael Wirtz